# Олга Фьодоровна
Олга Фьодоровна (20 септември 1839 – 12 април 1891) е баденска принцеса и съпруга на великия княз Михаил Николаевич, най-малкия син на император Николай I.

## Биография
Родена е на 20 септември 1839 г. в Карлсруе като принцеса Сесилия Августа фон Баден. Тя е най-малката дъщеря на великия херцог на Баден, Леополд фон Баден, и на шведската принцеса София Вилхелмина фон Холщайн-Готорп.
На 28 август 1857 г. в параклиса на Зимния дворец в Петербург Сесилия се омъжва за великия княз Михаил Николаевич. За да се омъжи за великия руски княз, принцесата приема православието и руското име Олга Фьодоровна.
Олга Фьодоровна умира в Харков, Украйна на 12 април 1891 г.

## Деца
Олга и Михаил имат седем деца:
- Великия княз Николай Романов (1859 – 1919)
- Великата княгиня Анастасия Михайловна (1860 – 1922)
- Великия княз Михаил Михайлович (1861 – 1929)
- Великия княз Георги Михайлович (1863 – 1919)
- Великия княз Александър Михайлович (1866 – 1933)
- Великия княз Сергей Михайлович (1869 – 1918)
- Великия княз Алексей Михайлович (1875 – 1895)